# ریشه نام باکو
باکو پایتخت جمهوری آذربایجان است. در گذشته از شهرهای مهم ایران بوده‌است. برخی از فرهنگ‌ها و منابع آن را مخفف باکویه یا بادکوبه فارسی می‌دانند.

## نام باکو در کتب تاریخی
ریشه نام باکو به درستی روشن نشده است . نخستین بار در ۴۴۸ میلادی ، در دوره‌ی یزدگرد دوم ، پریسکوس نام آن را «باکو» ضبط کرده‌است. در ۳۳۲ ه.ق مسعودی آن را «باکُه » ، در ۳۴۱ ه.ق ابودُلَف خزرجی «باکویه »، و در ۳۷۲ ه.ق صاحب حدود العالم «باکو» آورده است. در سده چهارم ، جغرافیدانان مسلمان ، مانند اصطخری و مقدسی آن را «باکوه» و در ۶۰۵ بکران «باکویه » و «باکُه»، و در ۷۲۱، ابوالفداء «باکوی» ضبط کرده‌است. از دوره‌ی صفویان به بعد، ظاهراً چون در باکو بادهای سختی می وزیده است ، آن را «بادکوبه » و «بادکویه » هم گفته‌اند.
به نظر کسروی ، باکو در اصل «باکوان» بوده و از دوجزء «باک » یا «بغ » (از واژة اوستایی باگا) به معنی خدا و پسوند «وان» به معنی جای ترکیب شده‌است. امروزه اهالی باکو شهر خود را «باکی » می خوانند.